# Udruga Roma Valpovštine
Udruga Roma Valpovštine, romska udruga (registarski broj: 14001371) upisana u Registar udruga Republike Hravtske  Arhivirana inačica izvorne stranice od 16. srpnja 2006. (Wayback Machine) 20. X. 2000. godine sa sjedištem u Bistrincima, Ljudevita Gaja 74. Bavi se organiziranjem umjetničkih, kulturnih i sportskih manifestacija te susreta s drugim romskim udrugama u Hrvatskoj. Predsjednik udruge je Duško Mitrović.
U okviru Udruge Roma Valpovštine djeluje RKUD "Crvena jagoda".
Izvori:
- Registar udruga Republike Hravtske  Arhivirana inačica izvorne stranice od 16. srpnja 2006. (Wayback Machine)
- N. Puljek: "Bosonoge plesačice", Dom Valpovo-Belišće, II, 105, 4 - Valpovo - Belišće, 13-14. VII. 2006.